# Toppserien (serietidning)
Toppserien, svensk serietidning som gavs ut 1969–1973 av Williams förlag och 1977–1978 av Semic Press.

## 1969–1973
Williams förlag

## 1977–1978
Semic Press. Innehöll bland annat serierna "Träskmannen", "Svarta Skuggan", "Kamandi" och "Charlie Anka".
 Artikeln var, i den version den hade den 24 oktober 2006, helt eller delvis hämtad från Seriewikin (hos Seriefrämjandet): Toppserien (serietidning)